# Plano de Desenvolvimento Urbano Integrado da Região Metropolitana de São Paulo

Mapa político da região metropolitana e suas sub-regiões, conforme a lei complementar estadual, de 16 de junho de 2011:
Sub-região norte;
Sub-região leste;
Sub-região sudeste;
Sub-região sudoeste;
Sub-região oeste;
Município de São Paulo (integra todas as sub-regiões).

O Plano de Desenvolvimento Urbano Integrado da Região Metropolitana de São Paulo (PDUI) é um instrumento legal de planejamento, diretrizes, projetos, ações, organização e desenvolvimento urbano regional integrado que busca unificar a organização, os interesses e as políticas públicas dos municípios da Região Metropolitana de São Paulo.

## Histórico
Em 2011, a Assembleia Legislativa do Estado de São Paulo aprovou a Lei Complementar n.º 1.139, de 16 de junho do mesmo ano. Essa lei faz o zoneamento e a reorganização da Grande São Paulo a partir das regiões do município de São Paulo, além da organização do Conselho de Desenvolvimento da Região Metropolitana de São Paulo. O organismo foi criado com o fim de reorganizar a região e unificar agregações supramunicipais como organização de atividades de planejamento, prestação de serviços públicos e gestão de diversas políticas.
Em 2015, foi formulado o Estatuto da Métropole, Lei Federal n.º 13.089, de 12 de janeiro do mesmo ano determinando o desenvolvimento dos Planos de Desenvolvimento Urbano Integrado (PDUIs) visando o desenvolvimento urbano das regiões metropolitanas e aglomerações urbanas brasileiras.

## Macrozoneamento
O PDUI institui o macrozoneamento da região a fim de possibilitar a organização das áreas de interesse para o desenvolvimento da região. A região passa a ser zoneada de acordo com o zoneamento do município de São Paulo, que passa a ter as suas sub-regiões incluídas em cada divisão da Grande São Paulo:

### Região Norte da Grande São Paulo
| Caieiras                               |
| Cajamar                                |
| Francisco Morato                       |
| Franco da Rocha                        |
| Mairiporã                              |
| Região Norte do Município de São Paulo |

### Região Leste da Grande São Paulo
| Arujá                                  |
| Biritiba-Mirim                         |
| Ferraz de Vasconcelos                  |
| Guararema                              |
| Guarulhos                              |
| Itaquaquecetuba                        |
| Mogi das Cruzes                        |
| Poá                                    |
| Salesópolis                            |
| Santa Isabel                           |
| Suzano                                 |
| Região Leste do Município de São Paulo |

### Região Sudeste da Grande São Paulo
| Diadema                                  |
| Mauá                                     |
| Ribeirão Pires                           |
| Rio Grande da Serra                      |
| Santo André                              |
| São Bernardo do Campo                    |
| São Caetano do Sul                       |
| Região Sudeste do Município de São Paulo |

### Região Sudoeste da Grande São Paulo
| Cotia                                     |
| Embu das Artes                            |
| Embu-Guaçu                                |
| Itapecerica da Serra                      |
| Juquitiba                                 |
| São Lourenço da Serra                     |
| Taboão da Serra                           |
| Vargem Grande Paulista                    |
| Região Sudoeste do Município de São Paulo |

### Região Oeste da Grande São Paulo
| Barueri                                |
| Carapicuíba                            |
| Itapevi                                |
| Jandira                                |
| Osasco                                 |
| Pirapora do Bom Jesus                  |
| Santana de Parnaíba                    |
| Região Oeste do Município de São Paulo |